# Concepción kommun, Intibucá
Concepción är en kommun i Honduras.   Den ligger i departementet Departamento de Intibucá, i den sydvästra delen av landet, 120 km väster om huvudstaden Tegucigalpa. Antalet invånare är 9 496. Arean är 92 kvadratkilometer.
Terrängen i Concepción är kuperad.